# Нетеча Іван Михайлович
Іва́н Миха́йлович Нете́ча (20 жовтня 1947 (офіційно — 1 січня 1948), с. Бедриківці Городоцького району Хмельницької області) — український хормейстер, педагог, засновник і директор першої на Поділлі дитячої хорової школи (від 2 січня 1992 року).

## Біографія
1972 року закінчив хоровий відділ Кам'янець-Подільського культосвітнього училища (нині Кам'янець-Подільське училище культури), 1976 — музично-педагогічний факультет Кам'янець-Подільського педагогічного інституту (нині Кам'янець-Подільський національний університет).
У 1969—1972 роках — вчитель музики восьмирічної школи (село Новосілка Городоцького району) та художній керівник, а згодом директор Будинку культури (село Бедриківці).
У 1976—1992 роках — учитель музики середніх шкіл Кам'янця-Подільського. Організував дитячі хорові колективи «Ровесник» (1981) та «Журавлик» (1986). Капела «Журавлик» — лауреат багатьох національних і міжнародних фестивалів і конкурсів. 1990 року їй надано звання «Народний самодіяльний колектив».
Хорова капела репрезентувала хорове мистецтво України у Болгарії (1989), Польщі (1990, 1997, 1999, 2002, 2010), Литві (1993), Іспанії (2000, 2002), Німеччині (1996), Словаччині (2009)
Серед вихованців Нетечі — заслужена артистка України Марина Одольська.
1992 призначено директором Кам'янець-Подільської дитячої хорової школи — першої на Поділлі та третьої в Україні.

## Громадська діяльність
Член ради директорів мистецьких шкіл Хмельницької області, президії Хмельницького обласного регіонального відділення Музичної спілки України, Всеукраїнського клубу «Тоніка», ради Української світової профспілки вчителів, Асоціації діячів естрадного мистецтва України, громадської організації «Партія відродження Кам'янця-Подільського».
Автор посібника «Практичні прийоми виховання вокальних вмінь і навичок у процесі навчання дітей хоровому співу». Член групи викладачів хорового класу України, що працюють над створенням навчальних програм для дитячих хорових шкіл.

## Нагороди та відзнаки
Нагороджено медаллю «За трудову відзнаку» (1986), відзнакою Кам'янець-Подільської міської ради «Честь і шана» (2000), багатьма почесними дипломами та грамотами (зокрема, Німеччини та Польщі).
Учитель-методист (1986), відмінник народної освіти (1988).
Лауреат Всеукраїнської програми «Лідери регіонів» (2002) у галузі музичного мистецтва.
Лауреат Хмельницької обласної премії імені Владислава Заремби.